# Willem van Cappellen
Willem Hendrik van Cappellen (Amsterdam, 20 april 1889 – Hilversum, 9 september 1976) was een Nederlandse hoorspelacteur en radioregisseur. Hij was van 1926 tot 1956 werkzaam voor de VARA als regisseur, schrijver, acteur en leider van de VARA-hoorspelkern. 

## Geschiedenis
Willem van Cappellen bezocht de mulo en de ambachtsschool en volgde een opleiding tot bouwkundig tekenaar. Daarnaast volgde hij lessen in voordracht bij Albert Vogel sr. Na zijn opleiding werd hij ambtenaar in Den Haag bij de PTT. Hier kreeg hij ook de ruimte om lezingen, optredens en voordrachten voor verenigingen en instituten te geven.
Zijn radiodebuut maakte hij in het begin van de jaren twintig bij de Haagse zender PCGG van Hanso Schotanus à Steringa Idzerda. Later kwam hij terecht bij de Hilversumsche Draadlooze Omroep van Willem Vogt, voorloper van de AVRO. Zijn doorbraak op de radio in de jaren dertig was zijn vertolking van een oud bokkig baasje, "Ome Keesje", in het door hem geschreven hoorspel Een uurtje bij de familie Mulder. Hij regisseerde verschillende hoorspellen waarin hij zelf ook optrad.
Van Cappellen bezat een verlangen om arbeiders kennis te laten maken met kunst. Met dat doel bewerkte hij voor de radio stukken van toneelschrijvers als Vondel en Heijermans Van de laatste bewerkte hij bijvoorbeeld De machien tot het hoorspel Paniek bij pocht (1933). Na zijn pensionering trad Van Cappellen nog regelmatig op voor de radio, maar ook in het land.

## Creaties
Enkele hoorspelen die geregisseerd zijn door Willem van Cappellen:
- Een uurtje bij de familie Mulder (vanaf 1928)
- Paniek bij pocht (1933)
- Brand in de "Jonge Jan" (1949)
- Candida (1954)
- Binnen zonder kloppen (1955)
- Harry en Kwartje op aarde (vanaf 1961)
- Een hete zomeravond (1961)
- Een vrouw van geen betekenis (1962)
- En toen kwam dr. Frost (1962)